# Huska, Malîn
Huska (în ucraineană Гуска) este un sat în comuna Dibrova din raionul Malîn, regiunea Jîtomîr, Ucraina.

## Demografie
Componența lingvistică a localității Huska
     Ucraineană (100%)
Conform recensământului din 2001, toată populația localității Huska era vorbitoare de ucraineană (100%).